# Сихэ (спутник)
«Сихэ» (кит. упр. 羲和号, пиньинь xīhé hào, палл. сихэ хао; англ. Advanced Space-based Solar Observatory) — первая китайская космическая обсерватория для исследования Солнца. Экспериментальный аппарат выведен на орбиту ракетой-носителем «Великий поход-2D» (миссия CZ-2D №Y53), с установленной на нём аппаратурой для наблюдений Солнца в линии H-альфа.

## Название
Спутник «Сихэ» назван в честь богини Сихэ. В древнекитайской мифологии она была матерью десяти Солнц. Дети Сихэ жили на огромном дереве фусан, растущем в море, и выходили в небо поочерёдно с его ветвей, поэтому люди могли видеть только одно Солнце. Название было выбрано китайским всеобщим голосованием граждан Китая в результате конкурса, проводившегося с 24 сентября 2021 года разработчиком ИСЗ «Сихэ» — Шанхайской академией по технологии космических полётов. Рабочее название проекта — кит. 太阳H-alpha光谱探测与双超平台科学技术试验卫星 (экспериментальный технологический и научный спутник на двойной суперплатформе для спектральных наблюдений Солнца в линии Hα). Англоязычное название англ. CHASE (Chinese Hα Solar Explorer) в различных источниках относится к научной миссии, спутнику или к установленному на нем телескопу.

## Запуск
Запуск искусственного спутника Земли (ИСЗ) для исследования Солнца «Сихэ» на солнечно-синхронную орбиту состоялся 14 октября 2021 года в 10:51 по UTC с космодрома Тайюань. Для запуска была использована китайская ракета-носитель «Великий поход-2D». Масса спутника составляет 550 кг.

## История
Научная программа исследований спутника Сихэ дополняет программу другой китайской космической солнечной обсерватории англ. ASO-S, запуск которой ожидается в 2021—2022 годах. В июне 2019 года Национальное агентство по науке, технологиям и промышленности в сфере национальной обороны одобрило реализацию проекта.

## Научное оборудование
В качестве полезной нагрузки спутник несёт различные аппараты, предназначенные для наблюдения Земли, аппаратуру межспутниковой связи, приёмник сигналов самолётов ADS-B и солнечный визуализирующий H-альфа-спектрометр, позволяющий получать изображения Солнца на волне H-альфа длиной 656,28 нанометра в красной части спектра видимого излучения. Наземные наблюдения Солнца в этой части спектра дают данные, частично искажённые рассеянием на молекулах воды, поэтому результаты внеатмосферных наблюдений на «Сихэ» могут быть более качественными.
Инструмент имеет размеры 0,489 × 0,48 × 0,517 м и весит около 40 кг. Его телескоп имеет апертуру 0,18 м, фокусное расстояние 1,82 м и поле зрения 40×40 угловых минут. Благодаря высокой точности юстировки и стабильности платформы, спутнику не требуются искатель и стабилизация изображения. Весь солнечный диск спектрометр может сканировать за 60 секунд, а отдельные участки Солнца — за 30-60 секунд. Спектральный диапазон прибора включает линию H-альфа на длине волны 656,28 ± 0,25 нм, а также фотосферную линию железа Fe-I при 656,92 ± 0,08 нм, которая используется для калибровки. Пространственное разрешение прибора составляет 1 угловую секунду, пиксельное разрешение 0,5 угловых секунды, спектральное разрешение — 0,005 нм. Изображения, регистрируемые спектрометром, передаются в формате двумерных изображений в двух близких линиях — 656,3 нм (Hα) и 656,9 нм (FeI).

## Научные задачи
Спектроскопические наблюдения призваны выявить связь филаментов — тонких плазменных нитей на поверхности Солнца – с процессами формирования и эволюции солнечных вспышек и корональных выбросов массы. Кроме того, изучение нитей является важным инструментом  диагностики магнитных полей в хромосфере и солнечной короне. О важности миссии ИСЗ «Сихэ» для китайской науки говорит, к примеру, то, что он был упомянут председателем КНР Си Цзиньпином в новогоднем обращении по случаю наступления 2022 года, наряду с китайским марсоходом «Чжужун» и базовым модулем «Тяньхэ» китайской космической станции «Тяньгун».